# Tỉnh ủy Hải Dương
Tỉnh ủy Hải Dương hay còn được gọi Ban chấp hành Đảng bộ tỉnh Hải Dương, hay Đảng ủy tỉnh Hải Dương. Là cơ quan lãnh đạo cao nhất của Đảng bộ tỉnh Hải Dương giữa hai kỳ đại hội đại biểu Đảng bộ tỉnh. Đứng đầu Tỉnh ủy là Bí thư Tỉnh ủy và thường là ủy viên Ban chấp hành Trung ương Đảng. 

## Lịch sử
Tiền thân của Đảng bộ Đảng Cộng sản Việt Nam tỉnh Hải Dương là các chi bộ Việt Nam Cách mạng Thanh niên Đồng chí Hội. Từ những năm 1926, Hội Việt Nam Cách mạng Thanh niên đã truyền bá chủ nghĩa chủ nghĩa Mác-Lênin vào tỉnh, các chi bộ Hội được thành lập như chi bộ Thượng Cốc (Gia Lộc), chi bộ Đọ Xá (Chí Linh), chi bộ Mạo Khê (Đông Triều) và chi bộ thị xã Hải Dương.
Ngày 3/2/1930, Đảng Cộng sản Việt Nam được thành lập. Lần lượt các chi bộ Đảng được thành lập ngay sau khi Đảng ra đời, chi bộ Mạo Khê được thành lập đầu tiên rối tiếp đó là chi bộ Đọ Xá. Sau khi thành lập các chi bộ tích cực tuyên truyền, vận động quần chúng đấu tranh cách mạng.
Trong thời gian từ 1930-1940, Xứ ủy Bắc Kỳ chỉ đạo trực tiếp đường lối cách mạng tại tỉnh. Đầu năm 1940, trước tình hình thế giới biến đổi mau lẹ, Trung ương Đảng quyết định thành lập Liên tỉnh ủy B. Liên tỉnh ủy B phụ trách cách mạng các tỉnh Hải Dương, Hải Phòng, Kiến An, Quảng Yên, Hòn Gai, Hưng Yên. Trong năm 1940 phong trào cách mạng của tỉnh diễn ra sôi sục.
Giữa năm 1940, được sự chấp thuận của Xứ ủy Bắc Kỳ, Liên tỉnh ủy B đã tổ chức thành lập Ban Tỉnh uỷ lâm thời Hải Dương. Ban Tỉnh ủy lâm thời Hải Dương có nhiệm vụ thống nhất các chi bộ Đảng trong tỉnh đồng thời phát triển các cơ sở cách mạng trong quần chúng nhân dân.
Đầu năm 1941, sau khởi nghĩa Nam Kỳ, quân đội Pháp và Nhật Bản đàp áp phong trào cách mạng. Các tỉnh ủy viên đều bị bắt gần hết, tỉnh ủy giải thể. Đầu tháng 3/1945 Ban Cán sự Đảng tỉnh Hải Dương được thành lập, phong trào cách mạng trong tỉnh được khôi phục lại. Ngày 17/8/1945, cách mạng tháng 8 thành công tại tỉnh.
Sau khi giành được độc lập, tỉnh ủy cùng nhân dân địa phương chung sức khôi phục và phát triển mọi mặt tại tỉnh. Kháng chiến chống Pháp nổ ra, tỉnh ủy lại cùng nhân dân đấu tranh chống quân đội Pháp đến giải phóng 1954.
Ngày 26/1/1968, Ủy ban Thường vụ Quốc hội ra Quyết định số 504-NQ/TVQH về việc hợp nhất hai tỉnh Hưng Yên và Hải Dương thành tỉnh Hải Hưng. Đầu tháng 2/1968 Hội nghị Tỉnh ủy lâm thời Hải Hưng lần thứ nhất được tổ chức, Tỉnh ủy lâm thời Hải Hưng được thành lập gồm 46 ủy viên trong đó có 31 ủy viên Đảng bộ Hải Dương và 15 ủy viên Đảng bộ Hưng Yên.
Ngày 6/11/1996, tại kỳ họp thứ 10 Quốc hội khoá IX đã quyết định việc tái lập hai tỉnh Hải Dương và Hưng Yên trên sự chia tách từ tỉnh Hải Hưng. Đầu tháng 1/1997, sau khi được chia tách, Ban Bí thư Trung ương Đảng đã chỉ định Ban Chấp hành lâm thời tỉnh Hải Dương. Giữa tháng 11/1997 Đại hội Đại biểu Đảng bộ Hải Dương được tổ chức, Đại hội đã bầu ra Ban Chấp hành Đảng bộ tỉnh Hải Dương. 
Theo Nghị quyết 60-NQ/TW năm 2025, hợp nhất tỉnh Hải Dương và thành phố Hải Phòng, lấy tên là thành phố Hải Phòng, trung tâm chính trị - hành chính đặt tại thành phố Hải Phòng. 

## Tổ chức
- Các cơ quan, ban Đảng:
  - Ban Tổ chức Tỉnh ủy
  - Ban Tuyên giáo Tỉnh ủy
  - Ban Dân vận Tỉnh ủy
  - Uỷ ban Kiểm tra Tỉnh ủy
  - Ban Bảo vệ chăm sóc sức khoẻ cán bộ tỉnh
  - Văn phòng Tỉnh ủy
  - Báo Hải Dương
  - Trường Chính trị tỉnh
- Các Đảng uỷ trực thuộc Tỉnh ủy:
  - Thành ủy Hải Dương
  - Thành ủy Chí Linh
  - Thị ủy Kinh Môn
  - Huyện ủy Nam Sách
  - Huyện ủy Kim Thành
  - Huyện ủy Thanh Hà
  - Huyện ủy Cẩm Giàng
  - Huyện ủy Bình Giang
  - Huyện ủy Gia Lộc
  - Huyện ủy Tứ Kỳ
  - Huyện ủy Ninh Giang
  - Huyện ủy Thanh Miện
  - Đảng ủy Công an tỉnh
  - Đảng ủy Quân sự tỉnh
  - Đảng ủy Khối cơ quan tỉnh
  - Đảng ủy khối Doanh nghiệp tỉnh

## Đại hội Đại biểu Đảng bộ
| Đại hội Đại biểu Đảng bộ | Lần thứ   | Thời gian            | Địa điểm                | Đại biểu         | Đảng viên Đảng bộ | Bí thư                                      | Ủy viên cấp ủy                              |
| ------------------------ | --------- | -------------------- | ----------------------- | ---------------- | ----------------- | ------------------------------------------- | ------------------------------------------- |
| Tỉnh Hải Dương           | I         | 6/1946               | Lương Điền Cẩm Giàng    | 80               | 250               | Đặng Tính                                   | 11                                          |
| Tỉnh Hải Dương           | II        | 4/1947               | Chi Lăng Nam Thanh Miện | 150              | 1300              | Vũ Duy Hiệu                                 | 11                                          |
| Tỉnh Hải Dương           | III       | 2/1948               | Đông Xuyên Ninh Giang   | 150 10 dự khuyết | 3500              | Vũ Duy Hiệu                                 | 13                                          |
| Tỉnh Hải Dương           | III       | 2/1948               | Đan Giáp Thanh Miện     | 150 10 dự khuyết | 3500              | Vũ Duy Hiệu                                 | 13                                          |
| Tỉnh Hải Dương           | IV vòng 1 | 21/6-2/7/1960        | thị xã Hải Dương        | 200              | 5200              | Bầu đại biểu tham dự Đại hội Đảng toàn quốc | Bầu đại biểu tham dự Đại hội Đảng toàn quốc |
| Tỉnh Hải Dương           | IV vòng 2 | 23/2-3/3/l961        | thị xã Hải Dương        | 242              | 5300              | Nguyễn Chương                               | 27 8 dự khuyết                              |
| Tỉnh Hải Dương           | V         | 24/4-28/4/1963       | thị xã Hải Dương        | 320              | 5700              | Nguyễn Chương                               | 27 4 dự khuyết                              |
| Tỉnh Hải Hưng            | I         | 24/3-1/4/1975        | thị xã Hải Dương        | 450              | 70000             | Ngô Duy Đông                                | 33 chính thức 6 dự khuyết                   |
| Tỉnh Hải Hưng            | II        | vòng 1 11-20/11/1976 | thị xã Hải Dương        | 502              | -                 | Bầu đại biểu tham dự Đại hội Đảng toàn quốc | Bầu đại biểu tham dự Đại hội Đảng toàn quốc |
| Tỉnh Hải Hưng            | II        | vòng 2 4-14/12/1977  | thị xã Hải Dương        | 487              | -                 | Ngô Duy Đông                                | 37 chính thức 2 dự khuyết                   |
| Tỉnh Hải Hưng            | III       | 30/10-3/11/1979      | thị xã Hải Dương        | 500              | 72000             | Ngô Duy Đông                                | 39 chính thức 4 dự khuyết                   |
| Tỉnh Hải Hưng            | IV        | 6-14/01/1982         | thị xã Hải Dương        | 522              | -                 | Bầu đại biểu tham dự Đại hội Đảng toàn quốc | Bầu đại biểu tham dự Đại hội Đảng toàn quốc |
| Tỉnh Hải Hưng            | IV        | 25-29/01/1983        | thị xã Hải Dương        | 500              | -                 | Ngô Duy Đông                                | 45 chính thức 4 dự khuyết                   |
| Tỉnh Hải Hưng            | V         | 20-25/10/1986        | thị xã Hải Dương        | 505              | -                 | Lê Đức Bình                                 | 43 chính thức 13 dự khuyết                  |
| Tỉnh Hải Hưng            | VI        | vòng 1 28-30/3/1991  | thị xã Hải Dương        | 405              | -                 | Bầu đại biểu tham dự Đại hội Đảng toàn quốc | Bầu đại biểu tham dự Đại hội Đảng toàn quốc |
| Tỉnh Hải Hưng            | VI        | vòng 2 15-17/8/1991  | thị xã Hải Dương        | 404              | 120000            | Phạm Văn Thọ                                | 47                                          |
| Tỉnh Hải Hưng            | VII       | 6-9/5/1996           | thị xã Hải Dương        | 350              | -                 | Phạm Văn Thọ                                | 49                                          |
| Tỉnh Hải Dương           | XII       | 16-18/11/1997        | thành phố Hải Dương     | 249              | 70000             | Nguyễn Đức Kiên                             | 47                                          |
| Tỉnh Hải Dương           | XIII      | 15-17/12/2000        | thành phố Hải Dương     | 350              | 78000             | Nguyễn Văn Chiền                            | 47                                          |
| Tỉnh Hải Dương           | XIV       | 16-18/12/2005        | thành phố Hải Dương     | 299              | 81000             | Bùi Thanh Quyến                             | 49                                          |
| Tỉnh Hải Dương           | XV        | 26-29/9/2010         | thành phố Hải Dương     | 315              | 83000             | Bùi Thanh Quyến                             | 55                                          |
| Tỉnh Hải Dương           | XVI       | 26-28/10/2015        | thành phố Hải Dương     | 349              | 99000             | Nguyễn Mạnh Hiển                            | 55                                          |
| Tỉnh Hải Dương           | XVII      | 25-27/10/2020        | thành phố Hải Dương     | 350              | 107.000           | Phạm Xuân Thăng                             | 52                                          |

## Bí thư Tỉnh ủy
| STT               | Tên                         | Nhiệm kỳ        | Chức vụ                                          | Ghi chú               |
| ----------------- | --------------------------- | --------------- | ------------------------------------------------ | --------------------- |
| Tỉnh ủy Hải Dương |                             |                 |                                                  |                       |
| 1                 | Nguyễn Mạnh Hoan            | 6/1940-2/1941   | Bí thư Ban Tỉnh uỷ lâm thời tỉnh Hải Dương       |                       |
| 2                 | Nguyễn Văn Kha              | 4/1945-6/1946   | Bí thư Ban Cán sự Đảng tỉnh Hải Dương            |                       |
| 2                 | Nguyễn Văn Kha              | 6/1946-11/1946  | Bí thư Tỉnh ủy Hải Dương                         |                       |
| 3                 | Lê Thành                    | 11/1946-4/1947  | Bí thư Tỉnh ủy Hải Dương                         |                       |
| 4                 | Vũ Duy Hiệu                 | 4/1947-7/1948   | Bí thư Tỉnh ủy Hải Dương                         |                       |
| 3                 | Đặng Tính                   | 7/1948-4/1950   | Bí thư Tỉnh ủy Hải Dương                         |                       |
| 5                 | Nguyễn Năng Hách            | 4/1950-1951     | Bí thư Tỉnh ủy Hải Dương                         |                       |
| 6                 | Võ Thanh Hoà                | 1951-1952       | Bí thư Tỉnh ủy Hải Dương                         |                       |
| 7                 | Nguyễn Ngọc Sơn             | 1952-1953       | Bí thư Tỉnh ủy Hải Dương                         |                       |
| 8                 | Lương Quang Chất            | 1953-7/1954     | Bí thư Tỉnh ủy Hải Dương                         |                       |
| 9                 | Lê Đức Thịnh                | 7/1954-1959     | Bí thư Tỉnh ủy Hải Dương                         |                       |
| 10                | Trần Tạo (Dương Quang Thùy) | 1959-3/1961     | Bí thư Tỉnh ủy Hải Dương                         |                       |
| 11                | Nguyễn Chương               | 3/1961-2/1968   | Bí thư Tỉnh ủy Hải Dương                         |                       |
| Tỉnh ủy Hải Hưng  |                             |                 |                                                  |                       |
| 1                 | Lê Quý Quỳnh                | 2/1968-3/1972   | Bí thư Tỉnh ủy Hải Hưng                          |                       |
| 2                 | Ngô Duy Đông                | 3/1972-10/1986  | Ủy viên Trung ương Đảng Bí thư Tỉnh ủy Hải Hưng  |                       |
| 3                 | Lê Đức Bình                 | 10/1986-8/1991  | Ủy viên Trung ương Đảng Bí thư Tỉnh ủy Hải Hưng  |                       |
| 4                 | Phạm Văn Thọ                | 8/1991-12/1996  | Ủy viên Trung ương Đảng Bí thư Tỉnh ủy Hải Hưng  |                       |
| Tỉnh ủy Hải Dương |                             |                 |                                                  |                       |
| 1                 | Phạm Văn Thọ                | 1/1997-11/1997  | Ủy viên Trung ương Đảng Bí thư Tỉnh ủy Hải Dương |                       |
| 2                 | Nguyễn Đức Kiên             | 11/1997-10/1999 | Ủy viên Trung ương Đảng Bí thư Tỉnh ủy Hải Dương |                       |
| 3                 | Nguyễn Văn Chiền            | 10/1999-9/2002  | Ủy viên Trung ương Đảng Bí thư Tỉnh ủy Hải Dương |                       |
| 4                 | Nguyễn Thị Kim Ngân         | 9/2002-12/2005  | Ủy viên Trung ương Đảng Bí thư Tỉnh ủy Hải Dương |                       |
| 5                 | Bùi Thanh Quyến             | 12/2005-10/2015 | Ủy viên Trung ương Đảng Bí thư Tỉnh ủy Hải Dương |                       |
| 6                 | Nguyễn Mạnh Hiển            | 10/2015-10/2020 | Ủy viên Trung ương Đảng Bí thư Tỉnh ủy Hải Dương |                       |
| 7                 | Phạm Xuân Thăng             | 10/2020-10/2022 | Ủy viên Trung ương Đảng Bí thư Tỉnh ủy Hải Dương | Khai trừ ra khỏi Đảng |
| 8                 | Trần Đức Thắng              | 10/2022-6/2025  | Ủy viên Trung ương Đảng Bí thư Tỉnh ủy Hải Dương |                       |